# Misofilia
La misofilia es un fetichismo sexual o parafilia en la que el placer sexual es obtenido al interactuar con la suciedad o desechos humanos.

## Etimología
La palabra misofilia proviene del griego -μύσος (misos), que significa suciedad y el término -φιλία (filia), que significa amor. 

## Práctica
La misofilia es considerada únicamente como la atracción sexual y el placer por la ropa sucia. Sin embargo, misofilia es un término amplio que también involucra otras prácticas fetichistas como la coprofilia, la urolagnia, la emetofilia, la menstruofilia, interacción con barro, la ropa sucia y los productos de higiene personal.[cita requerida] La práctica de la misofilia puede ir desde la simple observación hasta la ingesta de determinadas sustancias desechadas por el organismo humano, además es posible que las personas con misofilia puedan ser sexualmente estimuladas por lugares sucios.
La misofilia es también relacionada con la salirofilia, parafilia en la que ensuciar o arruinar la imagen de determinado objeto es motivo de deseo sexual. Dentro de la salirofilia se consideran distintas prácticas como: la luchas en lodo, el bukkake, el scat, Wet and Messy Fetishism, la sitofilia, el punishing o forcing en su contexto sexual y el desgarrar la ropa. La salirofilia es normalmente relacionada con la parafilia que involucra el escupir o sudar, ciertamente es aplicable, pero no únicamente describe esa acción.

## Implicaciones psicológicas
La misofilia es definida como un deseo patológico por lo sucio, interpretada como una fijación o regresión a la fase anal. Se puede recurrir a diferentes terapias psicoanalíticas para su tratamiento, al igual que la mayoría de las parafilias, puede ser tratada con terapias de comportamiento.